# Seleção Georgiana de Rugby Union
A Seleção Georgiana de Rugby Union é a equipe que representa a Geórgia em competições internacionais de Rugby Union.

## Competições

### Campeonato do Mundo
| Ano  | Desempenho       | Jogos | Vitória | Empate | Derrota                                |
| ---- | ---------------- | ----- | ------- | ------ | -------------------------------------- |
| 2003 | Primeira fase    | 4     |         |        | Inglaterra Samoa África do Sul Uruguai |
| 2007 | Primeira fase    | 4     | Namíbia |        | Argentina Irlanda França               |
| 2011 | Primeira fase    | 4     | Romênia |        | Escócia Inglaterra Argentina           |
| 2015 | As eliminatórias |       |         |        |                                        |

### Torneio Europeu das Nações
| Época   | J  | V | E | D | +/-     | Pts | Pos |
| ------- | -- | - | - | - | ------- | --- | --- |
| 2000    | 4  | 2 | 0 | 2 | 125-95  | 8   | 2.º |
| 2001    | 5  | 5 | 0 | 0 | 167-68  | 15  | 1.º |
| 2001-02 | 10 | 8 | 1 | 1 | 351-152 | 27  | 2.º |
| 2003-04 | 10 | 5 | 1 | 4 | 193-148 | 21  | 3.º |
| 2005-06 | 10 | 8 | 0 | 2 | 228     | 26  | 2.º |
| 2007-08 | 10 | 9 | 0 | 1 | 292-114 | 28  | 1.º |

Predefinição:Seleção Georgiana de Rugby Union de 2003
Predefinição:Seleção Georgiana de Rugby Union de 2011